# Šinran
Šinran (1173 - 1263) je bil japonski menih budizma. Rodil se je v Hinu ob koncu obdobja Heian in živel v obdobju Kamakura. Bil je učenec Hōnena in ustanovitelj nove veje japonskega budizma, ki se imenuje Jōdo Shinshū.

## BIOGRAFIJA
Šinran se je rodil 21. maja 1173 v družino Arinori, vejo Fujiwara klana. Tam so ga poimenovali Matsuwakamaro. Že v zgodnjih letih sta Šinranu umrla oba starša. Z devetimi leti je leta 1181, z zanimanjem kaj se s člobvekom zgodi po smrti odpravil v Shōren-in tempelj. Z vhodom v tempelj je napisal pesem: "Like the cherry blossom, the heart planning on tomorrow is ephemeral indeed—what sudden storm may not arise in the middle of the night." Močno se je zavedal, da bo tudi on sam enega dne umrl, zato je bil še bolj požrešen po odgovoru. Naslednjih 20 let je treniral pri Mt. Hiei. Pisma med njim in njegovo ženo ter hčerjo nakazujejo, da je delal kot Tendai dōsō (dvoranski menih). S svojim nezadovolstvom nad neuspehih kakor duhovnik in na poti do odgovora, se je zatekel v tempelj  Rokkaku-dō. Med tem, ko je v tem tempju trdno treniral je imel vizijo v kateri se mu je prikazal Avalokitesvara kot Prince Shōtoku. Ta ga je usmeril nasproti Tendai duhovnika poimenovanega  Hōnen. Leta 1201 je postal njegov učenec. Prvo leto treniranja je z 29. leti Šinran dosegel razsvetljenje preko Amidajove prisege. Samo z nekaj leti sodelovanje je Hōnen zaupal Šinranu s svojim skrivnim delom Senchakushū. Čeprav je Šinranov status kot učenec povprašljiv, saj v  Obljubi sedmih členov, ki so ga podpisali vsi Hōnenovi učenci, njademo Šinranov podpis med manj resnimi učenci. Šinran je v času kot Hōnenov učenec sprožil veliko razburjanje v družbi, ker se je javno poročil in jedel meso. To je naredil, ker je hotel pokazati, da je Amidajevo rešenje za vse ljudi in ne samo za menihe in duhovnike.
Leta 1207, je budistična ustanova prepričala vojsko, da je ustavila nembustu prepoved. Vzrok pa je bil, da sta 2 izmed najbolj zaupnih učencev Hōnena izrolabila nembutsu prakso za izgovor spolnih zvez. Ta dva meniha sta bila usmrčena, Šinran in Hōnen pa sta bila izgnana. Šinranu so odvzeli nazivve in ga poslali na Echigo provinco. Nikoli se nista ponovna srečala, Hōnen pa je umrl leta 1212 v Kjotu.
Izgon je Šinranu spreobrnil religiozno življenje. Ker so mud odvzeli nazive meniha, se je preimenoval v Gutoku ( »Neumni, nepremišljen, brez las« ), s tem je začel razumevati samega sebe ne kot meniha ali laika. V  tem času so ljudem kakor Šinran dali zemljo in jih prisilili v kmetijstvo. To naj bi jih ponižalo. Šinran pa je hotel kljub vsem tem nadeljevati delo Hōnena in širiti odrešenje preko Amida Budovega sočutja. Preko časa pa so se začele opazovati razlike, zaradi katerih so Šinranovi učenci to vejo imenovali Jōdo Shinshū ali »Resnično bistvo sekte čiste dežele.«
Šinran se je poročil z Eshinni in z njo imel 7 otrok.
Po 5 letih izgnanstva je bil leta 1211 prekinjen nembutsu prepoved in Šinran je bil prost, vendar se ni vrnil v Kyoto. Odpravil se je v Inado. Leta 1224 je izdal njegovo najpomembnejše besedilo  Kyogyoshinsho. To je zbirka Budističnih sutrasev, ki so podpirali njegovo vejo budizma, s katerimi je vzspotavil doktrinarna linijo z budisti iz Indije in Kitajske. Leta 1234 se je Šinran vrnil v Kyoto z njegovo hčerko Kakushinni. Njegov najstarejši sin pa je začel razglašati laži o tem, da je dobil skrivno učenje od svojega očeta. Šinran mu je napisal pisma naj preneha s tem dejanjem, vendar ga je Zenran ignoriral. Zaradi tega Šinran Zenrana ni priznal kakor svojega sina.
Šinran je umrl v Kjotu leta 1263 z devetdesitimi leti. Njegova hčer Kukushinni je nadeljevala očetovo učenje in tako so njeni potomci spotoma postali Monshu ali voditelji Honganji templjov, ki so bili zgrajeni okoli Mausoleuma.

## ZAPUŠČINA
Kip Šinrana stoji v New Yorku med 105. In 106. ulico, pred New Yorkovo budistično cerkvjjo. Ta kip je velikokrat najden pri temljih Jōdo Shinshū, vendar je ta drugačen, ker je preživel bombandiranje Hiroshime, po katerem so ga pripeljali v New York. Ta danes predstavlja symbol za upanje v svetovni mir.
Leta 2008 so na majhnem lesenem kipcu pri templju Jōrakuji našli ostanki Šinrana v obliki pepela. Tempelj je zgradil njegov sin Zonkaku, ki naj bi po zapisih prejel premoženje Šinrana. Kipec naj bi bil narejen v Tokugawa obdobju. Šinranov pepel pa je bil zavit v papir.

## DELA
Glavno delo je ustanovitev nove veje budizma(Jōdo Shinshū).

## PREPRIČANJE
Šinran se je zavzemal za učenca Hōnena, kljub vsem kar se je med njima zgodilo. Učenci Hōnena so bili razdeljeni zaradi povpraševanja po samo enem priklicu Amitabha in posledično tudi poudarek na upanja ali prakse. Kljub temu deljenju Šinran ni nikoli nasprotoval Hōnenovim učenjem.

### Skupina upanja
Šinran in mnogi drugi so se strinjali, da ni bilo možno doseči razsvetljenja na tredicionalen način v času upada Dharme. Zato so pravili, da se lahko zanesejo samo na Amithabhi Budove prisege in iskanje novega rojstva v Čisti deželi.

### Druge religiozne panoge
Šinran je priznaval tudi druge religije na Japonske izven budizma. Te panoge so vsebovle: duhove, astrologijo, vedeževanje itd. Razvil je japonsko budistično hereziologijo, ki je konstruirala druge oblike verske prakse kot enakovredne čaščenju demonov. Njegovi sledilci so skrbeli, da so bile Šinranove besede pravilno interpretirane in so močno kritizirali vejo budizma, ki se je imenovala Tachikawa-ryu.

## VIRI
JODO SHINSHU BUDDHIST TEMPLES OF CANADA. [citirano 28. 11. 2022]. Dostopno na naslovu: https://www.bcc.ca/jodoshinshu/shinranshonin.html
Religija In Astrologija. [citirano 28. 11. 2022]. Dostopno na naslovu:        https://sl.ndu.ac/who-was-shinran-shonin
Shinran. The essential Shinran: A buddhist path of true entrusting. Tokyo: Iwanami Shoten 1971